# Memecylon polyanthum
Memecylon polyanthum là một loài thực vật có hoa trong họ Mua. Loài này được H.L. Li mô tả khoa học đầu tiên năm 1944.